# Team RadioShack
Team RadioShack foi uma equipe de ciclismo profissional dos Estados Unidos. A equipe foi fundada em 2009 e teve a RadioShack e Nissan como patrocinadoras, a equipe foi extinta no final de 2011, passando seus patrocinadores e corredores para a equipe Leopard-Trek.